# Goudvleesknotszwam
De goudvleesknotszwam (Clavaria chrysenteron) is een schimmel behorend tot de familie Clavariaceae. Deze koraalzwam leeft saprotroof op leem in bos van dennen (Pinus).

## Verspreiding
In Nederland staat de goedvleesknotszwam op de rode lijst in de categorie 'verdwenen'.